# Brajnik
Brajnik je priimek v Sloveniji, ki ga je po podatkih Statističnega urada Republike Slovenije na dan 1. januarja 2010 uporabljalo 147 oseb in je med vsemi priimki po pogostosti uporabe uvrščen na 3.054. mesto.

## Znani nosilci priimka
- Damjan Brajnik, operni pevec
- Dušan Brajnik (1940—2025), fizik, prof. FE
- Edo Brajnik (1922—1983), partizan, narodni heroj, obveščevalec
- Igor Brajnik, ornitolog
- Irena Bačlija Brajnik, politologinja, sociologinja?, prof. FDV
- Janko Brajnik, jamar, jamski potapljač
- Marko Brajnik, zamejski kulturnik na Goriškem
- Matej Brajnik, gorska enota policije
- Miha Brajnik (*1976), igralec, komik, improvizator, TV voditelj
- Miroslav Brajnik (1920—2006), operni pevec
- Rudolf Brajnik (1882—1962), prosvetni delavec, planinec
- Tine Brajnik, brigadir SV, veteran vojne za Slovenijo